# Bill Hopkins (cầu thủ bóng đá, sinh năm 1888)
William Hopkins (11 tháng 11 năm 1888 – 26 tháng 1 năm 1938) là một cầu thủ bóng đá người Anh từng thi đấu ở vị trí trung vệ cho Sunderland.